# Enicospilus olthofi
Enicospilus olthofi är en stekelart som beskrevs av Ian D. Gauld och Mitchell 1981. Enicospilus olthofi ingår i släktet Enicospilus och familjen brokparasitsteklar. Inga underarter finns listade i Catalogue of Life.